# Taki Taki
Singles par DJ Snake
Maradona Riddim
(2018) Try Me
(2019)
Singles par Cardi B
Ring
(2018) Money
(2018)
Singles par Selena Gomez
Back to You
(2018) I Can"t Get Enough
(2019)
Singles par Ozuna
X (Remix)
(2018) Quiero Mas
(2018)
Clip vidéo
(en) [vidéo] « "Taki Taki" (official) », sur YouTube
Clip vidéo
(en) [vidéo] « "Taki Taki" (animated) », sur YouTube
Taki Taki est une chanson du DJ et producteur français DJ Snake, en featuring avec Selena Gomez, Cardi B et Ozuna. Le titre est sorti en tant que 2e single de l'album Carte Blanche, le 28 septembre 2018 Borghetti, Vicente Saavedra, Selen Gomez, Juan Carlos Ozuna, Juan G. Rivera.

## Clip vidéo
Le 2 février 2019 Taki Taki dépasse le milliard de vues.

## Liste des titres
| 1. | Taki Taki | 3:32 |

| 1. | Taki Taki      | 3:32 |
| 2. | Magenta Riddim | 3:14 |

## Classements
| Classement (2018)             | Meilleure position |
| ----------------------------- | ------------------ |
| Suisse (Schweizer Hitparade)  | 3                  |
| Allemagne (Media Control AG)  | 8                  |
| France (SNEP)                 | 2                  |
| Pays-Bas (Nederlandse Top 40) | 3                  |
| Italie (FIMI)                 | 2                  |
| Portugal (AFP)                | 1                  |
| Suède (Sverigetopplistan)     | 10                 |
| Autriche (Ö3 Austria Top 40)  | 13                 |
| Australie (ARIA)              | 24                 |
| Nouvelle-Zélande (RMNZ)       | 12                 |

## Certification
| Région                                                                                                 | Certification | Ventes/Streams |
| --- | ------------- | -------------- |
| Australie (ARIA)                                                                                       | 1 × Platine   | 70 000^        |
| Autriche (IFPI)                                                                                        | 1 × Or        | 0x             |
| Belgique (BEA)                                                                                         | 1 × Platine   | 0*             |
| Canada (Music Canada)                                                                                  | 3 × Platine   | 10 000^        |
| Danemark (IFPI)                                                                                        | 1 × Or        | 0^             |
| France (SNEP)                                                                                          | 1 × Diamant   | 400 000*       |
| Allemagne (BM)                                                                                         | 1 × Or        | 0^             |
| Italie (FIMI)                                                                                          | 2 × Platine   | 0‡             |
| Mexique (AMPFV)                                                                                        | 1 × Platine   | 60 000^        |
| Nouvelle-Zélande (RMNZ)                                                                                | 1 × Or        | 7 500*         |
| Espagne (PME)                                                                                          | 3 × Platine   | 0^             |
| Royaume-Uni (BPI)                                                                                      | 1 × Or        | 0‡             |
| États-Unis (RIAA)                                                                                      | 3 × Platine   | 1 000 000^     |
| *Ventes selon la certification ^Mise en rayon selon la certification xNon précisé par la certification |               |                |